# Saint-Cirq-Souillaguet
Saint-Cirq-Souillaguet ist eine französische Gemeinde mit 172 Einwohnern (Stand 1. Januar 2022) im Département Lot in der Region Okzitanien. Sie gehört zum Arrondissement Gourdon und zum gleichnamigen Kanton.
Nachbargemeinden sind Gourdon im Nordwesten, Le Vigan-en-Quercy im Norden, Soucirac im Osten, Saint-Chamarand im Süden und Saint-Clair im Westen.

## Bevölkerungsentwicklung
| Jahr      | 1962 | 1968 | 1975 | 1982 | 1990 | 1999 | 2008 | 2018 |
| --------- | ---- | ---- | ---- | ---- | ---- | ---- | ---- | ---- |
| Einwohner | 158  | 133  | 120  | 141  | 134  | 128  | 145  | 161  |